# پاسکوئال پرز (بوکسور)
پاسکوئال پرز (اسپانیایی: Pascual Pérez‎; ۴ مهٔ ۱۹۲۶ – ۲۲ ژانویهٔ ۱۹۷۷) بوکسور اهل آرژانتین بود. از افتخارات وی میتوان به کسب مدال طلا وزن Flyweight در بازی‌های المپیک تابستانی ۱۹۴۸ اشاره کرد.